# Itaú
Itaú là một đô thị thuộc bang Rio Grande do Norte, Brasil. Đô thị này có diện tích 133,032 km², dân số năm 2007 là 5544 người, mật độ 41,7 người/km².